# Mineralizacija
Mineralizacija je eden izmed procesov kroženja snovi ,  ki temelji na razkroju mrtvih organskih snovi v anorganske spojine ne glede na navzočnost kisika. 
Poteka ob sodelovanjju številnih mikroorganizmov. Ob navzočnosti kisika organske snovi oksidirajo, brez kisika pa poteka proces redukcije in sicer v zaporednih stopnjah. 
Končni produkti so lahko strupeni plini in organske kisline.